# Scusi, dov'è il fronte?
Scusi, dov'è il fronte? (Which Way to the Front?) è un film del 1970 diretto e interpretato da Jerry Lewis. Fu l'ultimo film di Lewis ad uscire prima di una pausa di dieci anni, terminata nel 1980 con l'uscita di Bentornato picchiatello.  L'inedito e controverso The Day the Clown Cried venne girato in questi anni di stop. Scusi, dov'è il fronte? uscì nel luglio 1970 distribuito dalla Warner Bros.

## Trama
Seconda Guerra Mondiale - Brendan Byers III è un ricco playboy americano riformato alla visita di leva. Desiderando fortemente di combattere a fianco delle truppe alleate, recluta altri riformati e crea a proprie spese il proprio esercito, facendosi carico dell'addestramento e del trasferimento in Europa. La loro missione è raggiungere il bunker di Adolf Hitler, sotto le mentite spoglie del Feldmaresciallo Kesselring, avvalendosi della forte somiglianza.

## Produzione
Scusi, dov'è il fronte? venne girato tra il novembre 1969 e il febbraio 1970.

## Accoglienza
Scusi, dov'è il fronte? ricevette una classificazione "BOMB" nella Leonard Maltin's Movie and Video Guide dove il film viene definito "uno dei peggiori di Jerry." Il critico cinematografico Howard Thompson scrisse sul New York Times: "L'idea abbastanza originale è indebolita dalla noiosa ripetizione delle gag, rallentando così il ritmo del film. Ma anche le commedie di Lewis più deboli contengono momenti di grande mimica facciale".